# بوزغاز
بوزغاز قرية سورية تتبع ناحية قورقينا في منطقة حارم في محافظة إدلب. بلغ عدد سكانها 631 نسمة في عام 2004 حسب إحصاء المكتب المركزي للإحصاء.
تبعد عن مدينة إدلب حوالي 30 كم في جهة الشمال الغربي. يعود تاريخ القرية إلى العهد الروماني وهناك العديد من المواقع الأثرية داخل وعلى أطراف القرية. وأحد هذه المواقع: مغارة كبيرة تقع في وسط القرية وعليها بني جامع القرية. تبلغ مساحة المغارة 600 م مربع تقريباً. وتحتوي القرية على العديد من لوحات الفسيفساء الفريدة.
اسم القرية مولف من مقطعين: بوز ويعني فم في اللغة المحكية وغار وهو الكهف وبذلك فإن اسم القرية يعني فم الكهف وهذا الاسم نسبة إلى الموقع الجغرافي للقرية، حيث تقع على قمة جبل يبلغ ارتفاعه حوالي 700 م عن سطح الأرض.
يعمل معظم سكانها في الزراعة البعلية. وتشتهر بوزغار بزراعة الزيتون حيت يعمل به أكثر من 85% من أهل القرية. وهناك بعض المزروعات الشتوية كالقمح والشعير والجلبان وبعض المحاصيل الأخرى. يوجد في القرية خدمات مختلفة وجامع رئيسي ومدرسة تعليم أساسي وجمعية فلاحية. يقطنها آل بطش، آل نخلة، آل حسين، آل عماش، آل زوعة، آل قيلنجي .